# Rachel Mata
Rachel Mata Essayag (Caracas, 1949)  es una profesora e investigadora venezolana, nacionalizada mexicana. En 2020, fue la primera latinoamericana en recibir el premio a la excelencia en investigación botánica, Premio Norman Farnsworth otorgado por el Consejo Botánico Americano (ABC).

## Biografía
Estudió licenciatura en farmacéutica en la Universidad Central de Venezuela de Caracas en 1972, tiene una maestría y doctorado de la Universidad de Purdue en Estados Unidos. Desde 2015, es investigadora emérita del Sistema Nacional de Investigadores. 
En 2022 recibió el Premio L'Oréal UNESCO para las Mujeres en Ciencia, tras liderar un grupo de investigación dedicado a hacer bioprospección de los recursos naturales mexicanos.

## Investigación
Su investigación está orientada al estudio de plantas curativas mexicanas como el zopilote, ámbar, epazote, entre otras. Su análisis está basado a conocer sus propiedades biológicas, elementos químicos y proceso de control de calidad. Los resultados que ha aportado están relacionados con nuevos descubrimientos de compuestos naturales. 
Ha publicado libros y numerosos artículos científicos, además de asesorar a diversas generaciones de estudiantes a nivel superior. 

## Vida privada
Contrajo matrimonio con Juan Manuel Espíndola, es madre de dos hijos Mónica y Juan Espíndola Mata.

## Premios
- 1998, alumna distinguida de la Universidad de Purdue.
- 2000, Premio Universidad Nacional, docencia en ciencias naturales.
- 2002, Premio Martín de la Cruz.
- 2013, Premio Nacional de Química Andrés Manuel del Río de la Sociedad Química de México.
- 2022, Premio L'Oréal UNESCO para las Mujeres en Ciencia.